# نوکیا ان۸۱۰
نوکیا ان۸۱۰ یک‌نمونه از گوشی‌های تلفن همراه سری متفرقه شرکت نوکیا می‌باشد که توسط همین شرکت به بازار عرضه شده‌است.